# Vladimir Štimac
Vladimir Štimac (cyr. Владимир Штимац; ur. 25 sierpnia 1987 w Belgradzie) – serbski koszykarz, występujący na pozycji środkowego, reprezentant kraju, multimedalista międzynarodowych imprez koszykarskich, obecnie zawodnik Qingdao Eagles.
W 2002 rozegrał dwa spotkania podczas letniej ligi NBA w barwach Orlando Magic.

## Osiągnięcia

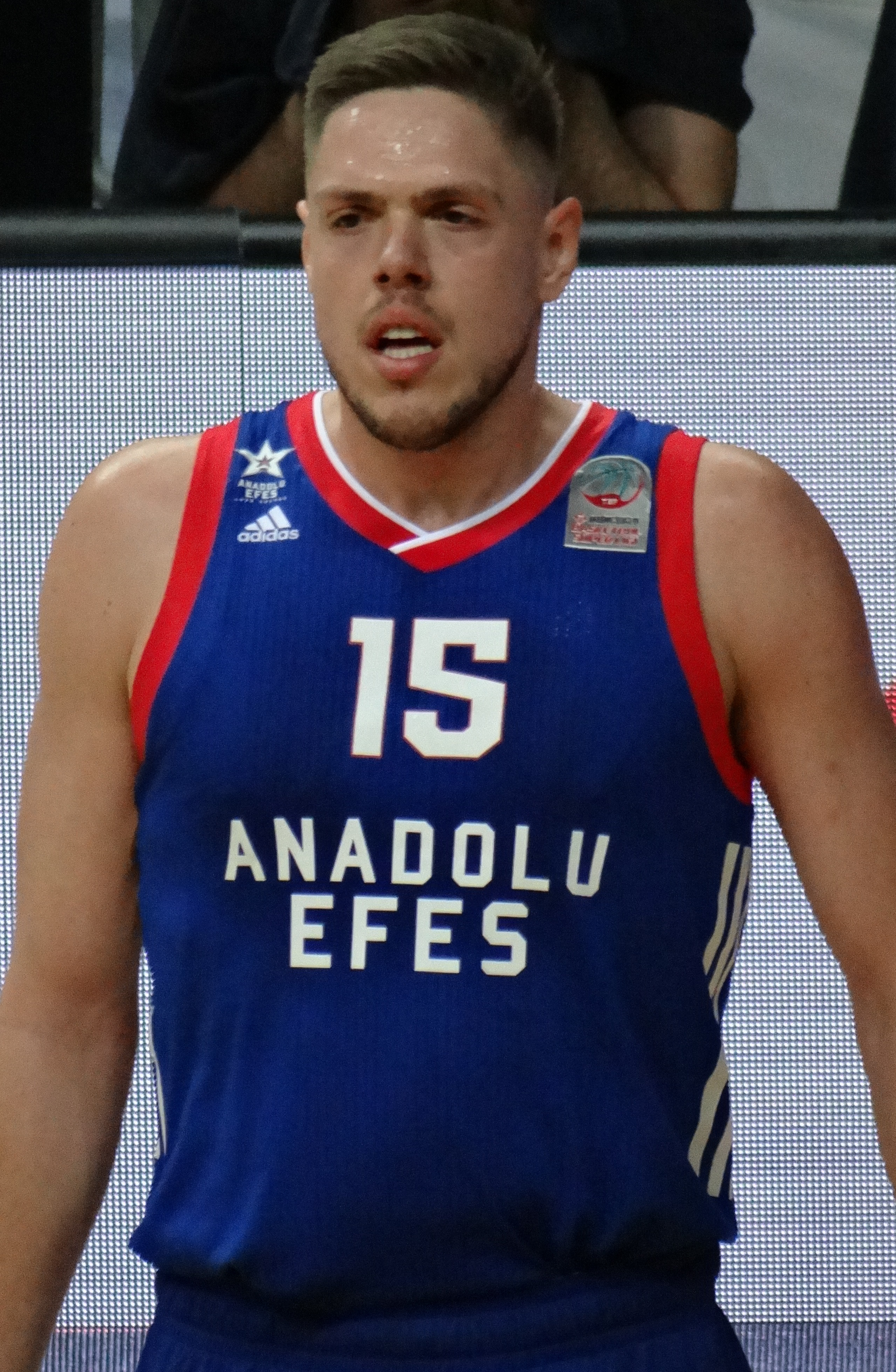
W barwach Anadolu Efes (luty 2018).

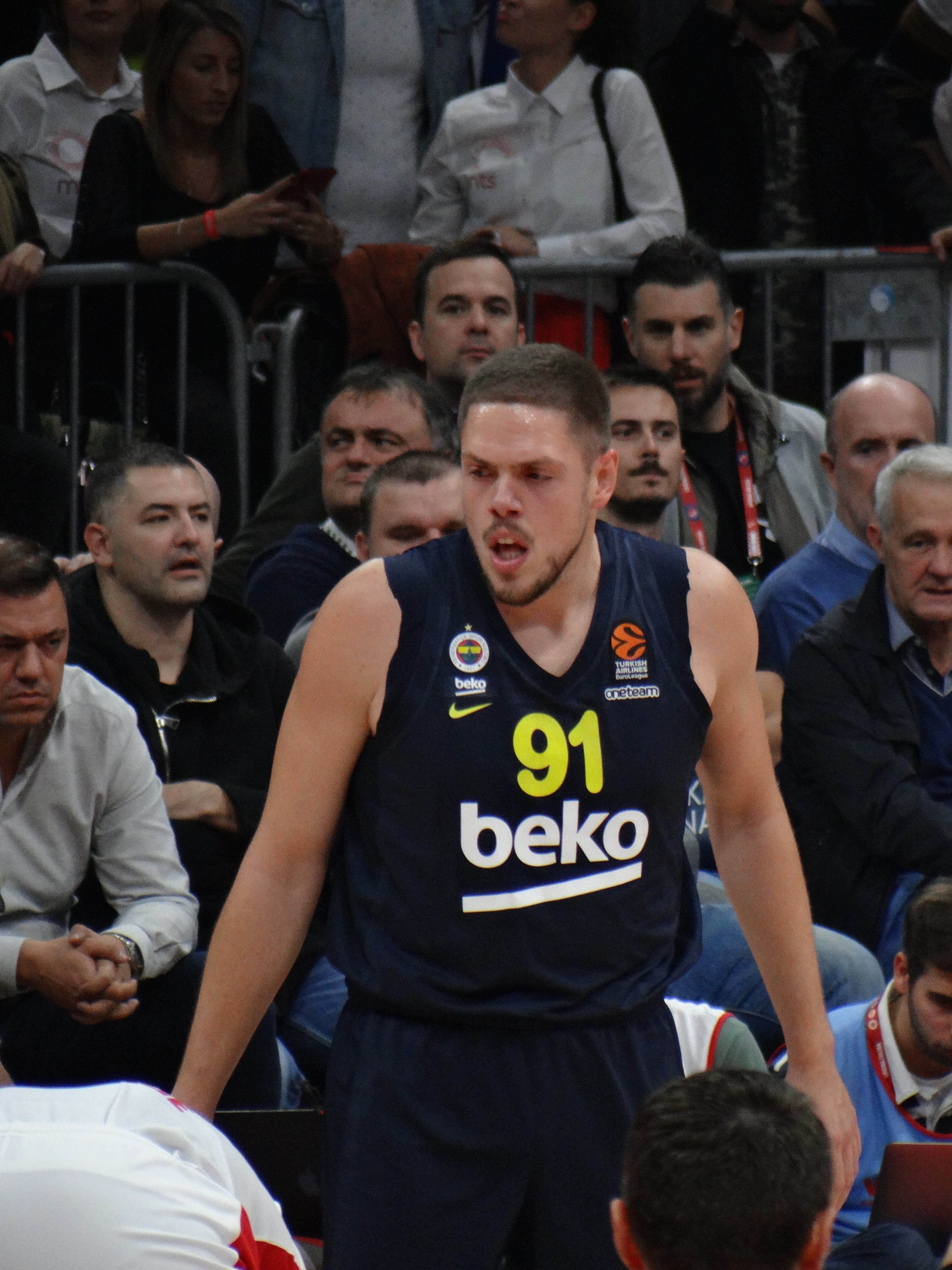
Podczas rozgrywek Euroligi, jako zawodnik Fenerbahçe (październik 2019).

Stan na 14 września 2020, na podstawie, o ile nie zaznaczono inaczej.

### Drużynowe
Seniorskie
- Mistrz:
  - Ligi Adriatyckiej (2016)
  - Serbii (2016)
  - Czech (2011)
- Wicemistrz:
  - Turcji (2013, 2017)
  - Niemiec (2015)
  - Serbii (2009)
- Zdobywca pucharu:
  - Czech (2011)
  - Turcji (2018)
- Finalista:
  - pucharu Serbii (2009, 2020)
  - superpucharu:
    - Turcji (2019)
    - Niemiec (2014)
- Uczestnik rozgrywek:
  - Ligi Mistrzów (2016/2017)
  - EuroChallenge (2008/2009, 2011/2012)

Młodzieżowe
- Wicemistrz Serbii i Czarnogóry U–16 (2004)
- MVP finałów mistrzostw Serbii i Czarnogóry U–16 (2004)

### Indywidualne
- MVP:
  - Ligi Bałtyckiej (2008)
  - kolejki Euroligi (6 - 2017/2018)
- Uczestnik meczu gwiazd ligi:
  - bałtyckiej (2008)
  - tureckiej (2012, 2017, 2018)
  - łotewskiej (2008)
- Zaliczony do II składu Ligi Mistrzów (2017)
- Lider w zbiórkach ligi:
  - bałtyckiej (2008)
  - tureckiej BSL (2017, 2018)
  - łotewskiej (2007, 2008)

### Reprezentacja
Seniorska
- Wicemistrz:
  - świata (2014)
  - olimpijski (2016)
  - Europy (2017)
- Uczestnik:
  - mistrzostw Europy (2013 – 7. miejsce, 2017)
  - kwalifikacji:
    - olimpijskich (2016 – 1. miejsce)
    - do Eurobasketu (2013)

Młodzieżowe
- Mistrz:
  - uniwersjady (2009, 2011)
  - Europy:
    - U–20 (2007)
    - U–18 (2005)